# Прекид програма
Прекид програма је трећи албум вировитичке рок групе Ватра који је објавила дискографска кућа Далас рекордс 2004. године. Албум садржи десет песама.

## Песме
1. „Интро” (1:34)
2. „Привремено недоступан” (3:21)
3. „Унутра / ван” (4:01)
4. „Анђео с грешком” (3:30)
5. „Теби у лице” (4:17)
6. „Горим” (3:20)
7. „Алкохол” (3:51)
8. „Јава” (4:01)
9. „Једно” (3:16)
10. „Крваве очи” (4:37)

## Извођачи
- Иван Дечак — вокал, ритам гитара
- Крунослав Ивковић — електрична гитара, акустична гитара
- Борис Гудин — бас-гитара
- Ирена Целио — клавијатуре, пратећи вокали
- Марио Роберт Касумовић — бубњеви